# Ibn Zamrak
Ibn Zamrak, pseudonimo di Abū ʿAbd Allāh Muḥammad ibn Yūsuf ibn Muḥammad ibn Aḥmad ibn Muḥammad ibn Yūsuf ibn Zamrak al-Surayhi (in arabo أبو عبد الله محمد بن يوسف بن محمد بن أحمد الصريحي‎?; Granada, 1333 – 1393), è stato un poeta arabo-andaluso.
Ibn Zamrak (in arabo ابن زمرك‎?) era di umili origini, ma grazie al suo maestro Ibn al-Khaṭīb divenne un poeta alla corte dei Nasridi, dinastia regnante nel Sultanato di Granada. Accompagnò il sultano Muḥammad V durante il suo esilio nel Marocco merinide e quando Muḥammad riconquistò il trono a Granada nel 1361 venne nominato segretario privato e poeta di corte. 
Quando Ibn al-Khaṭīb fu destituito dalla sua carica di visir nel 1371, Ibn Zamrak gli succedette. Più tardi, lo stesso Ibn Zamrak fu imprigionato quasi due anni a Fez per ordine di Yūsuf II e fu assassinato per volere di Muḥammad VII.
Alcune delle sue poesie decorano le fontane e i palazzi dell'Alhambra, in particolare il Patio de los Leones, il Patio de la Alberca o de los Arrayanes e la Sala de las Dos Hermanas. Nelle sue poesie lodava l'eccellenza della dinastia nasride e amava descrivere la bellezza delle donne e della natura, in particolare di Granada.